# 千浜村
千浜村（ちはまむら、英語: Chihama Village）は、日本にかつて存在した村である。静岡県小笠郡に属した。

## 概要
明治政府が推進した明治の大合併にともない、1889年（明治22年）に静岡県城東郡にて千浜村、坂里村、国安村、国包村、久兵衛新田、喜右衛門新田が合併し、新制千浜村が設置された。また、城東郡が佐野郡と合併して小笠郡が新設され、千浜村も小笠郡に属することになった。発足以来、村の領域に変化はなかったが、太平洋戦争後の昭和の大合併にともない、1956年（昭和31年）に千浜村は小笠郡大坂村と合併し、大浜町が新設された。

## 地理

### 地勢

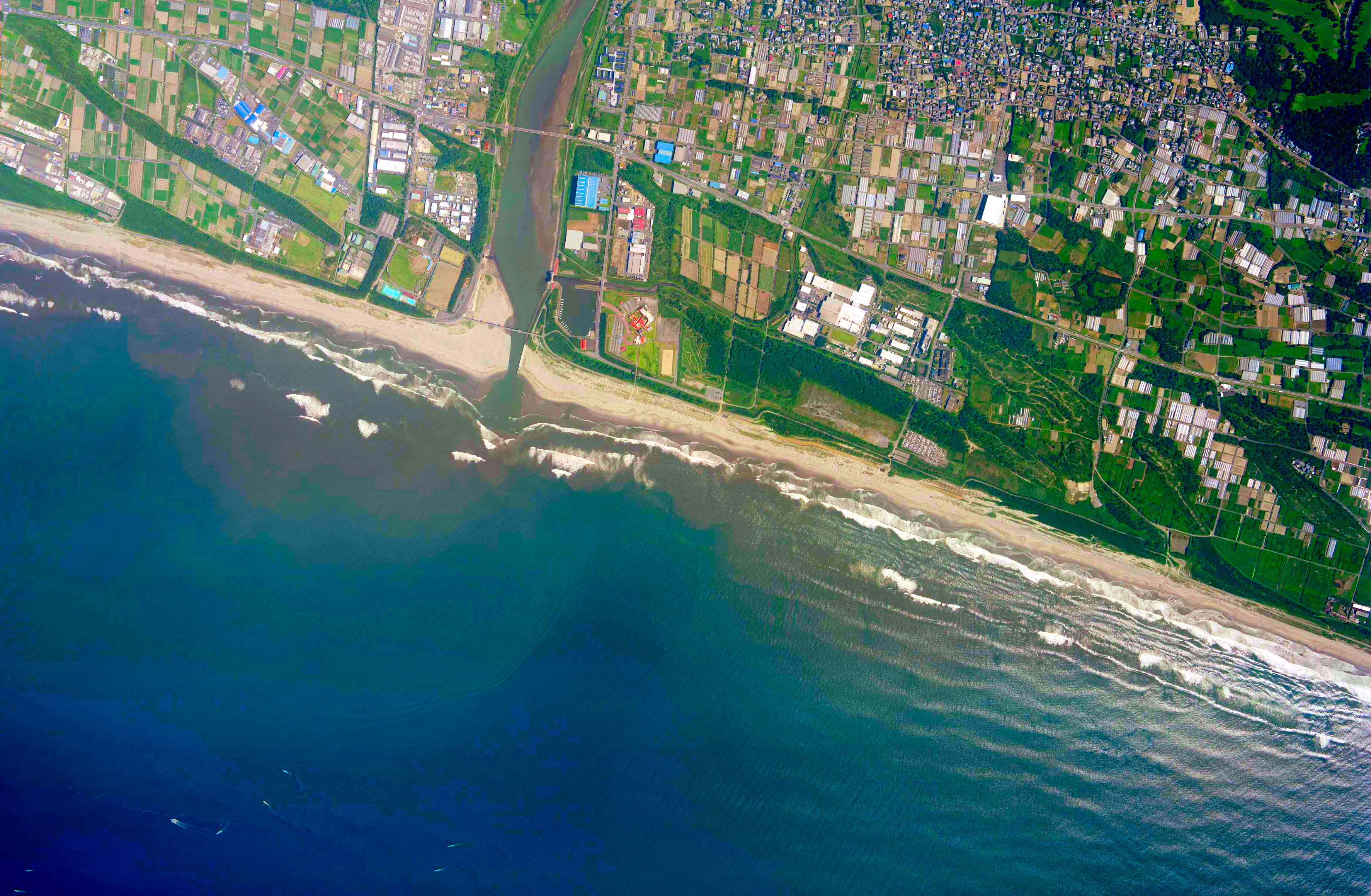
国安海岸（左）と千浜海岸（右）の航空写真（2009年8月4日撮影）

- 河川：菊川、牛淵川
- 海浜：国安海岸、千浜海岸

### 隣接していた自治体
- 静岡県
  - 小笠郡
    - 浜岡町
    - 小笠町
    - 中村
    - 大坂村

## 歴史
1889年（明治22年）4月1日、町村制の施行にともない、静岡県城東郡の千浜村、坂里村、国安村、国包村、久兵衛新田、喜右衛門新田が合併し、千浜村が発足した。1896年（明治29年）4月1日、郡の統合により小笠郡に所属することとなった。1956年（昭和31年）8月1日、静岡県小笠郡の大坂村と合併し、大浜町となり消滅した。

### 沿革
- 1889年 - 千浜村、坂里村、国安村、国包村、久兵衛新田、喜右衛門新田が合併して千浜村（新制）を新設。
- 1896年 - 佐野郡、城東郡が合併して小笠郡を新設。
- 1956年 - 千浜村、大坂村が合併して大浜町を新設。

## 教育
新制の千浜村発足時点では、千浜村立千浜尋常小学校が設置されていた。この尋常小学校は、大坂小学校の分校として設置された来福学校を源流としている。同尋常小学校は1941年（昭和16年）に千浜村国民学校に改組された。その後、千浜村立千浜小学校となり、大坂村との合併に際して大浜町立千浜小学校に改組されている。
- 千浜村立千浜小学校[1]

## 村内の大字
1949年（昭和24年）に発行された『全國市町村便攬』6版によれば、村内の大字は以下の通りである。
- 喜右衛門新田[2]
- 久兵衛新田[2]
- 国包[2]
- 国安[2]
- 坂里[2]
- 千浜[2]

## 交通
静岡鉄道の中遠線が敷設されていたが、のちに藤相線と結合されて日本最長の軽便鉄道となり、駿遠線と改称された。村域には西千浜駅と千浜駅が設置されていた。さらに臨時駅として国安海岸駅も設置された。しかし、旧村域における路線は1964年（昭和39年）に廃止されている。

### 鉄道
- 静岡鉄道
  - 駿遠線
    - 西千浜駅
    - 国安海岸駅
    - 千浜駅

### 道路
- 国道150号

## 出身の人物
- 赤堀四郎（化学者） - 大阪大学総長
- 大倉重作（政治家） - 大浜町町長、大東町町長
- 笠原鯥太郞（政治家） - 千浜村村長